# Гаврилов, Юрий Николаевич
Ю́рий Никола́евич Гаври́лов (19 мая 1932 года, пос. Кесова Гора, Московская область — 26 сентября 2010 года, Москва) — советский и российский востоковед. Доктор исторических наук, профессор.

## Биография
В 1957 году окончил восточное отделение исторического факультета МГУ, в 1968 году стажировался в Центре изучения Юго-Восточной Азии Хальсского университета (Великобритания). С 1965 года кандидат (диссертация «Особенности развития национально-освободительных революций в Юго-Восточной Азии (на примере Индонезии и Бирмы)», с 1974 года — доктор исторических наук (диссертация «Опыт развития Коммунистической партии Индонезии»).
Работал в ТАССе (1957—1962), в том числе корреспондентом в Пекине (1959—1962), в Академии общественных наук при ЦК КПСС (с 1962 года преподаватель, затем руководитель кафедры мировой политики, с 1975 года — профессор), преподавал в ИСАА при МГУ им. М. В. Ломоносова (1966—1988), где впервые в практике МГУ в течение четырёх семестров читал историю Малайзии. С 1968 по 1988 год являлся научным сотрудником Института востоковедения АН СССР. В 1994 году пришел на кафедру всеобщей истории РУДН, где читал общий курс по новой и новейшей истории Азии, по новейшей истории Китая, по социально-экономической истории Китая. Был членом диссертационного совета по защите кандидатских и докторских диссертаций по всеобщей истории. С 2009 года, когда было восстановлено издание журнала «Вестник РУДН. Всеобщая история», он являлся членом редколлегии журнала. С 1997 года одновременно работал в РГГУ.
Автор 13 монографий и более 250 статей на арабском, бирманском, болгарском, венгерском, вьетнамском, немецком, лаосском, кхмерском и японском языках.
Подготовил более 60 кандидатов и 11 докторов наук.

## Семья
- Отец Николай Иванович Розанов, мать Мария Васильевна, урождённая княжна Барятинская
- Жена Анна Георгиевна Гаврилова

## Основные работы
- «О работе корейских историков» // «Вопросы истории», № 4, 1956.
- Пак Сихён о работах корейских историков // Вопросы истории. 1956, № 4.
- «Новые археологические науки в Китае» // «Советское китаеведение» № 3, 1958 .
- «Мао Цзэ-Дун: Бог, сфинкс или человек» (под псевдонимом Ашопа). Коломбо,1966 (на английском языке).
- Революционные преобразования в Бирме. М.: Мысль, 1970.
- Некапиталистический путь развития и опыт Монгольской народной республики. Улан-Батор: 1971 (на монгольском языке).
- Опыт развития Коммунистической партии Индонезии. М.: АОН, 1974.
- Гаврилов Ю. Н. Религия в идеологии и политике революционной демократии стран Азии и Африки // Вопросы научного атеизма. Вып. 33. Религия и политика / Редкол. В. И. Гараджа (отв. ред.) и др.; Акад. обществ. наук ЦК КПСС. Ин-т научного атеизма. — М.: Мысль, 1985. — С. 248—264. — 303 с. — 22 700 экз.
- Корея в эпоху феодализма // Всеобщая история. Учебник. — М.: РУДН, 1999.
- «Россия и Африка» // Геополитика: Учебник / Под общ. ред. В. А. Михайлова; Отв. ред. Л. О. Терновая, С. В. Фокин. — М.: Изд-во РАГС, 2007. — С 292—311.
- «Россия в Азиатско-Тихоокеанском регионе: проблема геополитического самоопределения» // Геополитика: Учебник / Под общ. ред. В. А. Михайлова; Отв. ред. Л. О. Терновая, С. В. Фокин. — М.: Изд-во РАГС, 2007. — С 263—291.

## Награды
- Благодарность Президента Российской Федерации (21 февраля 2008 года) — за большой вклад в подготовку государственных служащих и многолетнюю плодотворную научно-педагогическую деятельность[5].